# Thạnh Bình, Tây Ninh
Thạnh Bình là một xã thuộc tỉnh Tây Ninh, Việt Nam.

## Địa lý
Xã Thạnh Bình nằm ở phía đông huyện Tân Biên, có vị trí địa lý:
- Phía đông giáp huyện Tân Châu
- Phía tây giáp xã Thạnh Tây và xã Tân Lập
- Phía nam giáp xã Tân Phong
- Phía bắc giáp xã Thạnh Bắc.

Xã Thạnh Bình có diện tích 110,97 km², dân số năm 2019 là 13.503 người, mật độ dân số đạt 122 người/km².

## Hành chính
Xã Thạnh Bình được chia thành 8 ấp: Thạnh An, Thạnh Hòa, Thạnh Lộc, Thạnh Lợi, Thạnh Phú, Thạnh Phước, Thạnh Tân, Thạnh Thọ.